# Sowjetische Evakuierung von Tallinn
Die Sowjetische Evakuierung von Tallinn im August 1941 war eine Operation der sowjetischen Marine im Zweiten Weltkrieg. Sie betraf den Rückzug sowjetischer Einheiten aus der estnischen Hauptstadt Tallinn. In Deutschland wurden die Ereignisse auch Minenschlacht vor Reval genannt.

## Vorgeschichte

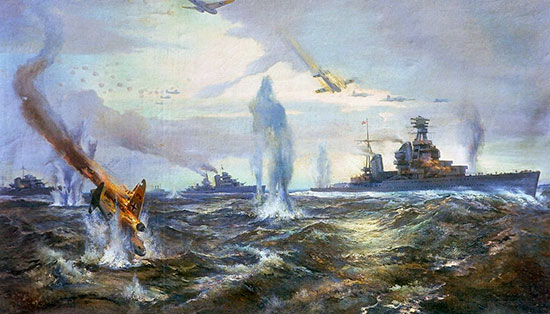
Der Übergang von Schiffen der Rotbanner-Baltikflotte von Tallinn nach Kronstadt, August 1941. Künstler A. A. Blinkov. 1946 gr.

Nach dem Beginn des deutschen Angriffs am 22. Juni 1941 drang die Heeresgruppe Nord rasch in die im Jahr vorher von der Sowjetunion besetzten baltischen Staaten vor. Ende August wurde Tallinn, ein wichtiger Stützpunkt der sowjetischen Baltischen Flotte, von deutschen Truppen eingekreist und ein großer Teil dieser Flotte war im Hafen von Tallinn eingeschlossen. Die deutsche Seite erwartete einen Ausbruch und leitete Gegenmaßnahmen ein: Vor dem Kap Juminda etwa 50 km nordöstlich von Tallinn wurden ausgedehnte Minenfelder gelegt, Küstenartillerie wurde auf dem Kap in Stellung gebracht, die deutsche 3. Schnellboot-Flottille sowie die finnische 3. Torpedobootflottille wurden zusammengezogen, und deutsche Kampfbomber vom Typ Ju 88 (der Kampfgruppe 806 und der 2./KG 77) wurden bereitgestellt. Die Minensperren wurden vom 8. bis 26. August gelegt; die deutschen Minenschiffe Cobra, Königin Luise und Kaiser legten mit weiteren Schiffen 673 EMC-Minen und 636 Sprengbojen, die finnischen Minenleger Riilahti und Ruotsinsalmi legten 696 Minen und 100 Sprengbojen.

## Der Ausbruch

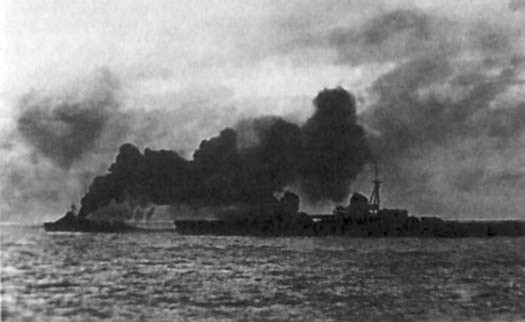
Der sowjetische Kreuzer Kirow, in schützendem Rauch gehüllt, bei der Evakuierung von Tallinn

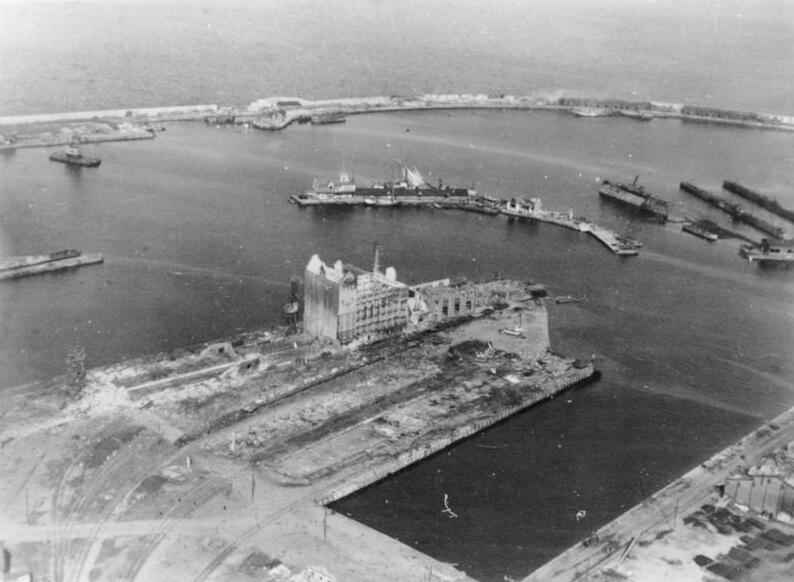
Der Hafen von Tallinn (Reval) nach der deutschen Besetzung der Stadt (1. September 1941)

Am 19. August begann der deutsche Angriff auf Tallinn. In der Nacht vom 27. auf den 28. August löste sich das sowjetische 10. Schützenkorps (Generalmajor I. F. Nikolajew) aus den Kämpfen und schiffte sich im Hafen ein. Sowjetische Minenräumboote versuchten, einen Weg durch die Minenfelder zu räumen. Durch Beschuss und Luftangriffe sollen schon im Hafen 1.000 sowjetische Soldaten umgekommen sein.
Die sowjetischen Schiffe wurden in vier Konvois aufgeteilt, die insgesamt aus 20 Transportschiffen, einem Tanker, 8 Hilfsschiffen und 11 weiteren Schiffen bestand. Sie wurden vom Schweren Kreuzer Kirow, den Flottillenführern Leningrad und Minsk, 9 Zerstörern, 3 Torpedobooten, 12 U-Booten und 96 kleineren Kriegs- und Hilfsschiffen geschützt. Das Kommando hatte Admiral Wladimir Tribuz auf der Kirow.
Diese Flotte legte am 27. August um 22:00 Uhr mit Ziel Kronstadt ab. Fünf Schiffe wurden am 28. August durch Ju 88-Bomber versenkt. Am Nachmittag des 28. erreichten die Konvois die Minensperren vor Juminda. Mehrere Schiffe liefen auf Minen, Bomber griffen an und die Küstengeschütze eröffneten das Feuer. Am Abend griffen deutsche Schnellboote und finnische Torpedoboote an. Nach Einbruch der Nacht ankerten die sowjetischen Schiffe im Minenfeld und setzten am nächsten Morgen unter fortdauernden Angriffen ihre Fahrt fort. Die schnelleren Kriegsschiffe fuhren voraus, während die langsameren Transportschiffe bei der Insel Gogland (dt.: Hochland, finnisch: Suursaari) erneut von Kampfflugzeugen angegriffen wurden – 3 Schiffe sanken, 3 weitere wurden beschädigt und mussten sich auf den Strand der Insel retten. Ein sowjetischer Rettungsverband aus verschiedenen kleineren Schiffen wurde von Gogland aus eingesetzt und sammelte in den nächsten Tagen über 12.000 Mann auf.

## Fazit
Mindestens 52 sowjetische Schiffe (darunter 5 Zerstörer: Jakow Swerdlow, Kalinin, Wolodarski, Artjom und Skory) wurden versenkt. Dabei kamen bis zu 25.000 Menschen ums Leben. 165 sowjetische Schiffe mit 28.000 Passagieren und 66.000 Tonnen Material kamen in Kronstadt an.